# Jan Komasa
Jan Tadeusz Komasa (ur. 28 października 1981 w Poznaniu) – polski reżyser i scenarzysta filmowy.

## Wczesne lata i edukacja
Pochodzi z rodziny o tradycjach artystycznych. Jest synem aktora Wiesława Komasy i wokalistki Giny Komasy. Ma troje młodszego rodzeństwa: brata Szymona, który jest śpiewakiem operowym, oraz dwie siostry, wokalistkę Marię i Zofię, która jest kostiumografem i reżyserką. Jest absolwentem Państwowej Podstawowej Szkoły Muzycznej nr 2 im. Stanisława Moniuszki. Ukończył 21 Społeczne Liceum Ogólnokształcące im. Jerzego Grotowskiego w Warszawie.
Od 2001 do 2005 studiował w Państwowej Wyższej Szkoły Filmowej, Telewizyjnej i Teatralnej w Łodzi.

## Twórczość
W 2003 zrealizował etiudę pt. Fajnie, że jesteś, która zdobyła trzecią nagrodę na Festiwalu Filmowym w Cannes 2004 w sekcji Cinefondation. W 2005 roku wyreżyserował jedną z trzech części filmu Oda do radości. W 2007 nakręcił film dokumentalny pt. Spływ, przedstawiający spływ kajakowy osób starających się uwolnić od uzależnienia narkotykowego (w filmie tym Komasa jest także autorem zdjęć). W 2008 zrealizował Golgotę wrocławską – 90-minutowy spektakl Teatru Telewizji w ramach Sceny Faktu. W 2011 nakręcił film pt. Sala samobójców.
Oprócz filmów reżyseruje również inne formy audiowizualne, takie jak seriale (Krew z krwi), reklamy czy teledyski (m.in. „Lost Me” Mary Komasa, 2016).
W 2016 wyreżyserował spektakl–widowisko multimedialne pt. „Ksenofonia. Symfonia dla Innego” w ramach festiwalu Malta przy okazji obchodów 60. rocznicy Poznańskiego Czerwca z 1956. W 2020 jego film Boże Ciało został nominowany do Oscara w kategorii „Najlepszy film międzynarodowy”. 
6 marca 2020 miała miejsce premiera kinowa jego filmu Sala samobójców. Hejter, jednak na skutek wystąpienia w Polsce epidemii koronawirusa i zamknięcia kin, film został udostępniony w serwisach VOD.

## Życie prywatne
Jest żonaty z Kingą, z którą ma córkę, Maję (ur. 2001) oraz syna, Jakuba (ur. 2009)

## Filmografia
- Fajnie, że jesteś, etiuda (15 min, 2003)
- Oda do radości (120 min, 2005) – nowela „Warszawa”
- Spływ, film dokumentalny (81 min, 2007)
- Golgota wrocławska, film telewizyjny (90 min, 2008)
- Sala samobójców, 2011.
- Powstanie Warszawskie, premiera miała miejsce 9 maja 2014 (90 min)
- Miasto 44, premiera miała miejsce 19 września 2014
- Krew z krwi (serial, drugi sezon), od marca 2015
- Ultraviolet (serial, odcinki 1–5), zdjęcia maj – lipiec 2017, premiera w stacji AXN październik 2018
- Boże Ciało, film fabularny 2019
- Sala samobójców. Hejter, film fabularny 2020

## Odznaczenia, nagrody, wyróżnienia

### Odznaczenia
- Srebrny Krzyż Zasługi „za zasługi na rzecz rozwoju kultury, za pielęgnowanie pamięci o najnowszej historii Polski” (2014)[4][5]
- Brązowy Medal „Zasłużony Kulturze Gloria Artis” (2015)[6]
- Kawaler Orderu Sztuki i Literatury (Francja) (2022)[7]

### Nagrody i wyróżnienia
- Za nowelę „Warszawa” w filmie Oda do radości:
  - 2005: Nominacja do Paszportu Polityki za film Oda do radości
  - 2005: Konin, Przegląd Polskich Filmów Fabularnych „Debiuty” – Nagroda Publiczności
  - 2005: Gdynia, Festiwal Polskich Filmów Fabularnych – Nagroda Specjalna Jury
  - 2006: Koszalin, KSF „Młodzi i Film” – nagroda dziennikarzy
  - 2006: Koszalin, KSF „Młodzi i Film” – nagroda Specjalna Jury
  - 2006: Warszawa, 21 Społeczne LO – nagroda dla wyróżniającego się absolwenta „Dębowy Taboret”
  - 2007: Houston, WorldFest Independent Film Festival – Platinum Award w kategorii „produkcja niskobudżetowa”
- Za „Golgotę wrocławską”:
  - 2009 – Jan Komasa Sopot (Krajowy Festiwal Teatru Polskiego Radia i Teatru TV „Dwa Teatry”) – Grand Prix za reżyserię
  - 2009 –  Jan Komasa Sopot (Krajowy Festiwal Teatru Polskiego Radia i Teatru TV „Dwa Teatry”) – Nagroda Honorowa im. Krzysztofa Zaleskiego
- Za Salę samobójców:
  - 2011 – Złote Kaczki: dla najlepszego filmu
  - 2011 – Palić (European Film Festival) Palić Tower dla najlepszego reżysera[8]
  - 2011 – Nagroda FIPRESCI na festiwalu Kraków Off[9]
  - 2011 – Giffoni Valle Piana (MFF dla Dzieci i Młodzieży) Nagroda dla najlepszego filmu w kategorii +16 & Nagroda Specjalna Arca Cinemagiovani
  - 2011 – 36. Festiwal Polskich Filmów Fabularnych w Gdyni: Nagroda Internautów Wirtualnej Polski, Nagroda Stowarzyszenia Kin Studyjnych i Lokalnych, Srebrne Lwy & Wschodząca Gwiazda Elle
  - 2011 – Najlepszy polski debiut na festiwalu Nowe Horyzonty[10]
- Za Miasto 44:
  - 2015 – Paszport „Polityki” 2014
- Za Boże Ciało:
  - 2019 – 44. Festiwal Polskich Filmów Fabularnych w Gdyni: Najlepsza reżyseria oraz Nagroda Publiczności[11]